# Ctenomys chechehet
Ctenomys chechehet — вид ссавців родини тукотукових (Ctenomyidae). Ареал: Аргентина.
Опис нового виду заснований на морфологічних і молекулярних доказах. Вид походить із північної аргентинської Патагонії, обмеженої між річками Колорадо та Негро. Цей новий вид є членом групи Magellanicus, демонструючи тісні стосунки з іншими видами, поширеними в північній Патагонії та прилеглих регіонах (C. bidaui, C. miguelchristie, C. pontifex і C. pulcer). Основні річки в регіоні (Колорадо та Негро), здається, окреслюють межі поширення ідентифікованих таксонів.